# Divizia 14 Infanterie (1916-1918)
Divizia 14 Infanterie a fost o mare unitate de nivel tactic care s-a constituit la 14/27 august 1916, prin mobilizarea unor unități de rezervă din compunerea Comandamentului IV Teritorial:
Divizia  a făcut parte din organica Armata de Nord. La intrarea în război, Divizia 14 Infanterie a fost comandată de generalul de brigadă Paraschiv Vasilescu. Divizia a participat la acțiunile militare pe frontul românesc, pe toată perioada războiului, între 27 august 1916 - 11 noiembrie 1918.

## Ordinea de bătaie la mobilizare

### Campania anului 1916
La declararea mobilizării, la 27 august 1916, Divizia 14 Infanterie a făcut parte din compunerea de luptă a  Armatei de Nord, alături de Divizia 7 Infanterie, Divizia 8 Infanterie și Divizia 2 Cavalerie. Armata de Nord era comandată de generalul de divizie Constantin Prezan.
Ordinea de bătaie a diviziei era următoarea:

- Divizia 14 Infanterie

- Brigada 27 Infanterie

- Regimentul 55 Infanterie
- Regimentul 67 Infanterie

- Brigada 28 Infanterie

- Regimentul 54 Infanterie
- Regimentul 56 Infanterie

- Brigada 4 Mixtă

## Reorganizări pe perioada războiului
În prima jumătate a anului 1917, Divizia 14 Infanterie s-a reorganizat în spatele frontului. Divizia a fost inclusă în compunerea de luptă a Corpului III Armată, alături de Divizia 5 Infanterie și Divizia 13 Infanterie. Corpul III Armată era comandat de generalul de brigadă Constantin Iancovescu, eșalonul ierarhic superior fiind Armata 1.
Ordinea de bătaie a diviziei era următoarea::p. 192>

- Divizia 14 Infanterie

- Brigada 27 Infanterie

- Regimentul 60/77 Infanterie
- Regimentul 53/65 Infanterie

- Brigada 28 Infanterie

- Regimentul 55/67 Infanterie
- Regimentul 54/56 Infanterie

- Brigada 14 Artilerie

- Regimentul 24 Artilerie
- Regimentul 29 Obuziere

- Compania divizionară de mitraliere
- Divizionul de cavalerie
- Batalionul 14 Pionieri

## Comandanți
Pe perioada desfășurării Primului Război Mondial, Divizia 14 Infanterie a avut următorii comandanți:
| Gradul             | Numele              | Perioada                              | Imagine |
| ------------------ | ------------------- | ------------------------------------- | ------- |
| General de brigadă | Paraschiv Vasilescu | 15 august 1916 - 20 octombrie 1916    |         |
| Colonel            | Dumitru Colori      | 20 octombrie 1916 - 30 octombrie 1916 |         |
| Colonel            | Grigore Bunescu     | 31 decembrie 1916 - 28 noiembrie 1918 |         |